# Xavier Pérez Torío
Xavier Pérez és professor de Narrativa Audiovisual a la Universitat Pompeu Fabra i vicedegà dels Estudis de Comunicació Audiovisual. Entre els seus llibres destaquen La llavor immortal. Els arguments universals en el cinema i Jo ja he estat aquí. Ficcions de la repetició (Premi de la Crítica Serra d'Or), escrits tots dos amb Jordi Balló, El temps de l'heroi. Èpica i masculinitat en el cinema de Hollywood, escrit amb Núria Bou, i El suspens cinematogràfic. Ha exercit la crítica teatral, literària i cinematogràfica. Per les seves cròniques setmanals Quadern de cinema, escrites amb Núria Bou, va obtenir el Premi Carles Duran de crítica cinematogràfica.